# Loreto (stacja metra)
Loreto – stacja przesiadkowa mediolańskiego metra między liniami M1 oraz M2. Znajduje się na piazzale Loreto w Mediolanie. Stacja M1 zlokalizowana jest pomiędzy przystankami Pasteur i Lima, natomiast stacja M2 między przystankami Piola oraz Caiazzo. Starszą część otwarto w 1964 roku, nowszą - w 1969 roku.